# Riva San Vitale
Riva San Vitale är en ort och kommun  vid Luganosjön i distriktet Mendrisio i kantonen Ticino, Schweiz. Kommunen har 2 656 invånare (2023).